# Laggera somaliensis
Laggera somaliensis là một loài thực vật có hoa trong họ Cúc. Loài này được Thell. mô tả khoa học đầu tiên.